# 1938년 FIFA 월드컵 예선
1938년 FIFA 월드컵 예선은 1938년 FIFA 월드컵 참가국을 결정하기 위해 진행된 예선이다. 총 37개국이 참가를 신청하였는데, 16장의 본선 진출권 가운데 프랑스가 개최국 자격으로 자동 진출하였고, 이탈리아가 지난 대회 우승 팀 자격으로 자동 진출하여, 14장의 진출권을 놓고 예선을 치렀다.
1938년 FIFA 월드컵에 출전하게 될 14개의 티켓은 배분은 아래와 같이 이루어졌다.
- 유럽 : 13장 (23개 팀), 11장 (본선 직행) + 1장 (개최국 프랑스) + 1장 (전년도 우승 팀 이탈리아)
- 남아메리카 : 1장 (2개 팀)
- 북아메리카 : 1장 (7개 팀)
- 아시아 : 1장 (2개 팀)

## 지역 예선

#### 유럽, 아프리카
스페인은 내전으로 기권함.
1조 - 독일, 스웨덴 본선 진출.
2조 - 노르웨이 본선 진출.
3조 - 폴란드 본선 진출.
4조 - 이집트의 실격으로 루마니아가 자동으로 본선 진출.
5조 - 스위스 본선 진출.
6조 - 
1차 예선 - 그리스 최종 예선 진출.
최종 예선 - 헝가리 본선 진출.
7조 - 체코슬로바키아 본선 진출.
8조 - 
1차 예선 - 라트비아 최종 예선 진출.
최종 예선 - 오스트리아가 본선에 진출하였으나, 나치 독일의 오스트리아 병합으로 인해 기권 처리됨.
9조 - 네덜란드, 벨기에 본선 진출.

#### 남미
10조 - 아르헨티나의 기권으로 브라질이 자동으로 본선 진출.

#### 북중미카리브
11조 - 미국, 콜롬비아, 코스타리카, 멕시코, 엘살바도르, 네덜란드령 기아나의 기권으로 쿠바가 자동으로 본선 진출.

#### 아시아
12조 -일본의 기권으로 네덜란드령 동인도(현재의 인도네시아)가 자동으로 본선 진출.

## 본선 진출국
| 팀                | 참가 자격               | 본선 진출 확정일    | 통산 출전 횟수 | 마지막 진출 | 연속 진출 횟수 | 역대 최고 성적       |
| ----------------- | ----------------------- | ------------------- | -------------- | ----------- | -------------- | -------------------- |
| 이탈리아(C)       | 1934년 FIFA 월드컵 우승 | 1934년 6월 10일     | 2              | 1934        | 2              | 우승 (1934)          |
| 프랑스(H)         | 개최국                  | 1936년 8월 13일     | 3              | 1934        | 3              | 1라운드 (1930, 1934) |
| 독일              | 유럽 예선 1조 1위       | 1937년 8월 29일     | 2              | 1934        | 2              | 3위 (1934)           |
| 스웨덴            | 유럽 예선 1조 2위       | 1937년 8월 29일     | 2              | 1934        | 2              | 8강 (1934)           |
| 오스트리아*       | 유럽 예선 8조 승자      | 1937년 10월 5일     | 2              | 1934        | 2              | 4위 (1934)           |
| 노르웨이          | 유럽 예선 2조 승자      | 1937년 11월 7일     | 1              | 첫 출전     | 1              | 첫 출전              |
| 루마니아          | 유럽 예선 4조 승자      | 1937년 12월 17일    | 3              | 1934        | 3              | 1라운드 (1930, 1934) |
| 네덜란드          | 유럽 예선 9조 1위       | 1938년 3월 13일     | 2              | 1934        | 2              | 1라운드 (1934)       |
| 벨기에            | 유럽 예선 9조 2위       | 1938년 3월 13일     | 3              | 1934        | 3              | 1라운드 (1930, 1934) |
| 헝가리            | 유럽 예선 6조 승자      | 1938년 3월 25일     | 2              | 1934        | 2              | 8강 (1934)           |
| 폴란드            | 유럽 예선 3조 승자      | 1938년 4월 3일      | 1              | 첫 출전     | 1              | 첫 출전              |
| 체코슬로바키아    | 유럽 예선 7조 승자      | 1938년 4월 24일     | 2              | 1934        | 2              | 준우승 (1934)        |
| 스위스            | 유럽 예선 5조 승자      | 1938년 5월 1일      | 2              | 1934        | 2              | 8강 (1934)           |
| 브라질            | 남미 예선 승자          | 1938년 6월 4일 이전 | 3              | 1934        | 3              | 1라운드 (1930, 1934) |
| 쿠바              | 북중미 예선 승자        | 1938년 6월 4일 이전 | 1              | 첫 출전     | 1              | 첫 출전              |
| 네덜란드령 동인도 | 아시아 예선 승자        | 1938년 6월 4일 이전 | 1              | 첫 출전     | 1              | 첫 출전              |

- (H) - 개최국으로서 자동 진출

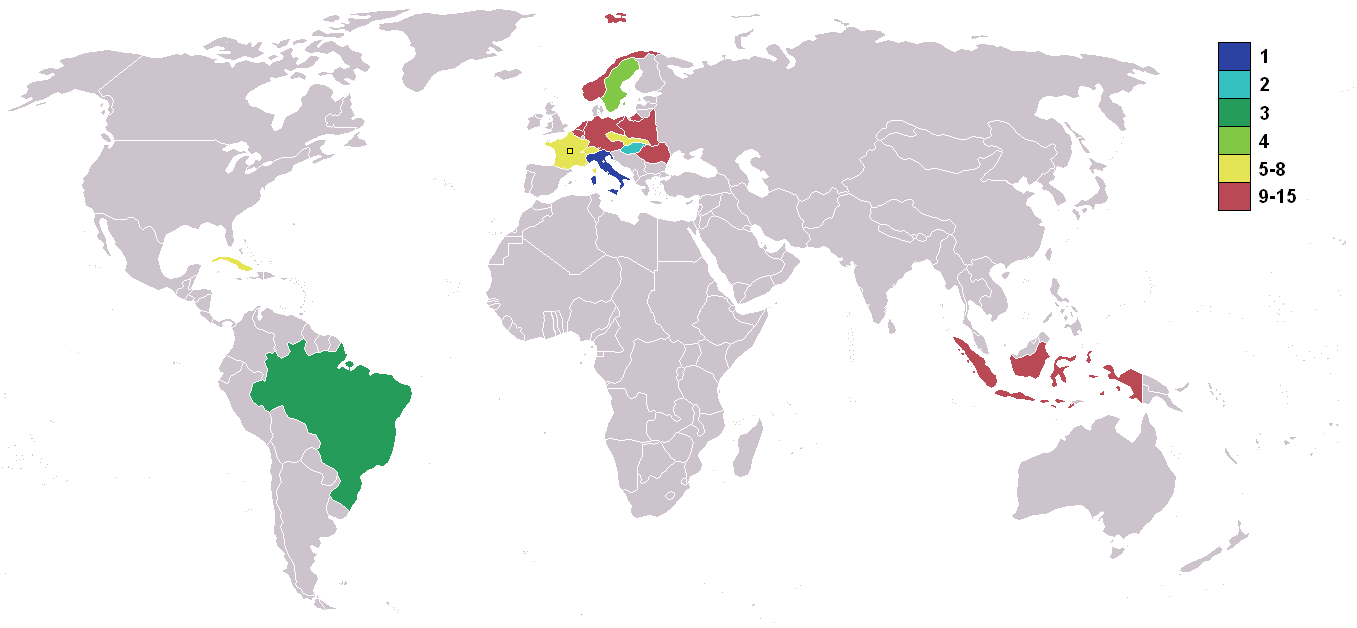
1938년 FIFA 월드컵 본선 진출국

- (C) - 1934년 FIFA 월드컵 우승 팀으로서 자동 진출
- * - 본선 시작 전 기권